# 영광공업고등학교
영광공업고등학교(靈光工業高等學校)는 대한민국 전라남도 영광군 영광읍 단주리에 있는 공립 고등학교이다.

## 학교 연혁
- 1951년 8월 11일 : 영광고등학교 설립인가(사립)
- 1961년 5월 27일 : 공립 영광고등학교 설립 인가(6학급)
- 1968년 1월 10일 : 영광종합고등학교 교명 변경
- 1995년 3월 1일 : 영광실업고등학교 교명 변경
- 2014년 3월 1일 : 학칙, 학과변경(기계과 3, 전자과 1, 식품가공과 1, 특수학급 3, 경영정보과 1, 정보처리과 1)
- 2014년 3월 1일 : 영광공업고등학교 교명 변경
- 2014년 3월 1일 : 영광정보산업고 통폐합
- 2021년 3월 1일 : 학과개편(기계과 1, e모빌리티과 1, 건설기계과 1, 전자과 1, 식품가공과 1)
- 2023년 1월 6일 : 제71회 졸업식(졸업생 총 11,085명)
- 2023년 3월 1일 : 제24대 오명진 교장 부임
- 2023년 3월 2일 : 2023학년도 신입생 92명 입학

## 설치 학과
- 식품가공과
- 기계과
- 건설기계과
- e모빌리티과

## 참고 자료
- 영광공업고등학교 - 한국교육학술정보원 학교알리미